# Melbeta (Nebraska)
Melbeta es una villa ubicada en el condado de Scotts Bluff en el estado estadounidense de Nebraska. En el Censo de 2010 tenía una población de 112 habitantes y una densidad poblacional de 508,75 personas por km².

## Geografía
Melbeta se encuentra ubicada en las coordenadas 41°46′56″N 103°31′1″O / 41.78222, -103.51694. Según la Oficina del Censo de los Estados Unidos, Melbeta tiene una superficie total de 0.22 km², de la cual 0.22 km² corresponden a tierra firme y (0%) 0 km² es agua.

## Demografía
Según el censo de 2010, había 112 personas residiendo en Melbeta. La densidad de población era de 508,75 hab./km². De los 112 habitantes, Melbeta estaba compuesto por el 98.21% blancos, el 0% eran afroamericanos, el 0% eran amerindios, el 0% eran asiáticos, el 0% eran isleños del Pacífico, el 0% eran de otras razas y el 1.79% pertenecían a dos o más razas. Del total de la población el 4.46% eran hispanos o latinos de cualquier raza.